# Боброва (Опольське воєводство)
Боброва (пол. Bobrowa) — село в Польщі, у гміні Рудники Олеського повіту Опольського воєводства.
Населення — 319 осіб (2011).
У 1975-1998 роках село належало до Ченстоховського воєводства.

## Демографія
Демографічна структура станом на 31 березня 2011 року:
|          | Загалом | Допрацездатний вік | Працездатний вік | Постпрацездатний вік |
| -------- | ------- | ------------------ | ---------------- | -------------------- |
| Чоловіки | 163     | 24                 | 115              | 24                   |
| Жінки    | 156     | 22                 | 86               | 48                   |
| Разом    | 319     | 46                 | 201              | 72                   |